# Karl Otto Altvater
Karl Otto, auch Karlotto Altvater (* 4. September 1885 in Hildesheim; † 29. Dezember 1948 im Speziallager Nr. 2 Buchenwald) war ein deutscher Offizier, Manager und Pionier von Steuerungssystemen für Flugzeuge. Altvater war SS-Oberführer und Kapitän zur See. Zudem war er Werksdirektor und Leiter der Luftfahrtabteilung bei Siemens.

## Leben
Altvater war der Sohn des Großkaufmanns und Fabrikanten Theodor Altvater in Hildesheim. Nach dem Gymnasium trat er im April 1902 der Kaiserlichen Marine als Seekadett bei. Nach seemännischer Ausbildung, diversen Einsätze erfolgte am 15. November 1913 seine Beförderung zum Kapitänleutnant. Später war er bis Juli 1917 als Artillerieoffizier auf der Straßburg und kam dann für zwei Monate zur Ausbildung an die U-Boots-Schule. Er kam anschließend für einen Monat zur III. U-Boots-Flottille. Von Oktober 1917 bis April 1918 war er als Lehrer an der U-Boots-Schule. Bis Kriegsende war er Referent der U-Boots-Inspektion.
Nach dem Krieg wurde er in die Reichsmarine übernommen, war 1920 Kommandant des Torpedobootes V 116 und hier am 1. Januar 1921 zum Korvettenkapitän befördert. Von 1921 bis 1923 war er Kommandeur der Küstenwehrabteilung VI. 1926 wurde er in der Marinewaffenabteilung eingesetzt und sollte 1927 als Marineattaché zur deutschen Botschaft in Rom kommandiert werden. Im gleichen Jahr wurde er Kommandant von Wilhelmshaven, was er bis zu seinem Ausscheiden blieb. Hier wurde er erst im Dezember 1928 zum Fregattenkapitän und am 1. März 1929 zum Kapitän zur See befördert. Wegen ungenügender Entwicklungsmöglichkeiten verließ er 1930 auf eigenen Wunsch die Marine. Er wechselte zum Unternehmen Siemens & Halske. Dort baute er den neuen Bereich Flugzeugelektrotechnik auf, wurde 1936 Abteilungsdirektor der Luftfahrtgerätabteilung und ab 1943 Vorsitzender der Geschäftsführung Luftgerätewerk Hakenfelde, einer Tochter von Siemens & Halske AG und Siemens-Schuckert.
In dieser Zeit meldete er etliche Patente an. So ist Altvater gemeinsam mit Franz Fanselow Erfinder eines Autopiloten für Flugzeuge und Schiffe. 1934 meldete er ein Patent für eine Höhensteuerung an, die Flugzeuge im Sturzflug selbstständig abfängt. Die Siemens-Luftfahrtabteilung war einer der wichtigsten Rüstungsbetriebe, in der intensiv geforscht und entwickelt wurde und die elektrische Bordgeräte für die Luftwaffe herstellte.
Zum 1. Mai 1933 trat Altvater in die NSDAP ein (Mitgliedsnummer 3.075.910). Im selben Jahr folgte die Mitgliedschaft in der SS (SS-Nummer 244.042), in der er im November 1943 zum Oberführer aufstieg. Er starb 1948 im sowjetischen Speziallager Nr. 2 Buchenwald. Er hatte zwei Söhne, der Ältere (* 1910) diente als Major der Luftwaffe und fiel 1942.